# Bernardia gentryana
Bernardia gentryana är en törelväxtart som beskrevs av Léon Camille Marius Croizat. Bernardia gentryana ingår i släktet Bernardia och familjen törelväxter. Inga underarter finns listade i Catalogue of Life.